# Punk in Indonesien
Punk existiert in Indonesien seit den 1980er Jahren. Die Subkultur entwickelte sich ab 1994 zu einer breiteren Jugendbewegung, nachdem Bands, bedingt durch das internationale Musikfernsehen, mit Punk-Rock, Ska und Hard Rock der Einzug in die indonesischen Musikcharts gelang. Eine Punk-Szene ist heute vor allem in der Hauptstadt Jakarta präsent. Besonders in konservativen Gegenden unterliegt die Szene allerdings einer politischen und gesellschaftlichen Verfolgung.

## Repressionen und Umerziehungsmaßnahmen
Angehörige der Punk-Bewegung sind in Teilen Indonesiens staatlicher Repression und Verfolgung durch ultra-konservative und religiöse Gruppen ausgesetzt. Da Tätowierungen und lange Haare unter dem ehemaligen indonesischen Diktator Suharto als Erkennungsmerkmale Krimineller und Oppositioneller geächtet waren, werden Träger dieser für die Punk-Szene typischen Mode auch heute noch gesellschaftlich diskriminiert.
Punk-Veranstaltungen konnten vor allem während der Suharto Diktatur von gewalttätigen Übergriffen der Polizei aufgrund kritischer Liedtexte der Band beendet werden. Als es im Jahr 1998, – nach über 30 Jahren rechter Militärdiktatur – zum Sturz des Regimes kam, befanden sich unter den demonstrierenden Studenten auch etliche Angehörige der ersten und zweiten Generation der indonesischen Punkbewegung. So versteht sich deren Großteil bis heute eher als politische, aber auch interreligiöse Gegenbewegung („counterculture“). So kam es auch nach Suhartos Ende wiederholt zu Angriffen oder Bombendrohungen seitens islamistischer oder nationalistischer ultra-konservativer Gruppen auf Punkveranstaltungen.
2011 wurden 65 Punks während eines Benefiz-Punk-Rock-Konzerts in Aceh wegen möglicher Verstöße gegen die seit 2001 geltende Scharia verhaftet und polizeilichen Umerziehungsmaßnahmen unterworfen. Dabei wurden ihnen unter anderem die Haare rasiert, Piercings entfernt und Kleidung abgenommen.

## Bekannte Bands
- Superman Is Dead
- Bunga Hitam
- Marjinal

## Filme
- Punk im Dschungel, Dokumentation 2007[4][5]

- Komunitas - Auf Tour durch Südostasiens Punkszene, Dokumentation 2017 komunitas-film.com Offizielle Webseite